# إطلاق نار ديترويت 2022
إطلاق نار ديترويت 2022 في 28 أغسطس 2022 أطلق رجل يبلغ من العمر 19 عامًا النار في ديترويت بولاية ميشيغان، مما أسفر عن مقتل ثلاثة أشخاص بشكل عشوائي في شوارع المدينة على مدى ساعتين وخمس عشرة دقيقة. وأصيب رابع وكلبه. تم إطلاق النار على كل شخص في مواقع منفصلة، ولم يكن له صلة معروفة بمطلق النار ولا أي انتماء معروف للعصابة.

## الأحداث
في الساعة 4:45 صباحًا أطلق المشتبه به النار على رجل يبلغ من العمر 28 عامًا دون استفزاز، وابتعد ثم عاد لإطلاق المزيد من الطلقات. تم العثور على جثة الضحية في مدخل كنيسة.
بعد حوالي 30 دقيقة استجابت الشرطة لمكالمة 911 على بعد ثلاث بنايات. وبينما كان الضباط يحققون في إطلاق النار هذا سمعوا طلقات نارية قادتهم إلى مبنى 19700 في شارع ليفرنوا. ووجدوا أن امرأة تبلغ من العمر 44 عامًا قد قُتلت بالرصاص. وفقًا لقائد الجرائم الكبرى في مقاطعة واين مايكل ماكجينيس غادر مطلق النار في البداية، لكنه عاد بعد ذلك وأطلق النار عليها مرة أخرى. حدث إطلاق النار الرابع في الساعة 7:10 صباحًا. نجا الضحية البالغة من العمر 80 عامًا.

## المتهم
تم القبض على المشتبه به البالغ من العمر 19 عامًا دونتاي سميث في منزله في ديترويت. تم اتهامه بثلاث تهم بالقتل من الدرجة الأولى، وتهمة واحدة بالاعتداء بقصد القتل، وتهمة واحدة تتعلق بالقسوة على الحيوانات من الدرجة الثالثة، وخمس تهم بارتكاب جناية بسلاح ناري في 31 أغسطس. قالت عائلة سميث إنه كان يهلوس قبل إطلاق النار، واعتقدوا أن أفراد عائلته أرادوا قتله، واعتقدوا أن العالم كان ينتهي. يعتقد عالم النفس الإكلينيكي أن سميث يعاني من الذهان أو أي مرض عقلي آخر يسبب الأوهام. تم تحديد سندات سميث بمبلغ 1،000،000 دولار.